# Donzy-le-Pertuis
Donzy-le-Pertuis és un municipi francès, situat al departament de Saona i Loira i a la regió de Borgonya - Franc Comtat. L'any 2007 tenia 161 habitants.

## Demografia

### Població
El 2007 la població de fet de Donzy-le-Pertuis era de 161 persones. Hi havia 65 famílies, de les quals 16 eren unipersonals (4 homes vivint sols i 12 dones vivint soles), 33 parelles sense fills i 16 parelles amb fills.
La població ha evolucionat segons el següent gràfic:
Habitants censats

### Habitatges
El 2007 hi havia 90 habitatges, 65 eren l'habitatge principal de la família, 19 eren segones residències i 5 estaven desocupats. 88 eren cases i 2 eren apartaments. Dels 65 habitatges principals, 52 estaven ocupats pels seus propietaris, 9 estaven llogats i ocupats pels llogaters i 4 estaven cedits a títol gratuït; 1 tenia una cambra, 4 en tenien dues, 16 en tenien tres, 12 en tenien quatre i 32 en tenien cinc o més. 54 habitatges disposaven pel capbaix d'una plaça de pàrquing. A 30 habitatges hi havia un automòbil i a 31 n'hi havia dos o més.

### Piràmide de població
La piràmide de població per edats i sexe el 2009 era:
| Homes | Edats   | Dones |
| ----- | ------- | ----- |
| 0     | 95 o +  | 0     |
| 0     | 90 a 94 | 4     |
| 0     | 85 a 89 | 0     |
| 4     | 80 a 84 | 0     |
| 0     | 75 a 79 | 4     |
| 4     | 70 a 74 | 4     |
| 0     | 65 a 69 | 0     |
| 4     | 60 a 64 | 0     |
| 8     | 55 a 59 | 4     |
| 4     | 50 a 54 | 8     |
| 4     | 45 a 49 | 8     |
| 4     | 40 a 44 | 4     |
| 4     | 35 a 39 | 4     |
| 4     | 30 a 34 | 4     |
| 4     | 25 a 29 | 8     |
| 0     | 20 a 24 | 0     |
| 4     | 15 a 19 | 0     |
| 8     | 10 a 14 | 0     |
| 4     | 5 a 9   | 4     |
| 0     | 0 a 4   | 4     |

## Economia
El 2007 la població en edat de treballar era de 101 persones, 83 eren actives i 18 eren inactives. De les 83 persones actives 79 estaven ocupades (41 homes i 38 dones) i 4 estaven aturades (2 homes i 2 dones). De les 18 persones inactives 9 estaven jubilades, 3 estaven estudiant i 6 estaven classificades com a «altres inactius».

### Ingressos
El 2009 a Donzy-le-Pertuis hi havia 65 unitats fiscals que integraven 163 persones, la mediana anual d'ingressos fiscals per persona era de 17.194 €.

### Activitats econòmiques
Dels 12 establiments que hi havia el 2007, 2 eren d'empreses de fabricació d'altres productes industrials, 3 d'empreses de construcció, 1 d'una empresa immobiliària, 2 d'empreses de serveis i 4 d'empreses classificades com a «altres activitats de serveis».
Els 2 serveis als particulars que hi havia el 2009 eren lampisteries.
L'any 2000 a Donzy-le-Pertuis hi havia 8 explotacions agrícoles que ocupaven un total de 380 hectàrees.

## Poblacions més properes
El següent diagrama mostra les poblacions més properes.